# 朴漢済
朴 漢済（パク・ハンジェ、朝鮮語: 박한제）は、韓国の東洋史学者。ソウル大学名誉教授。専門は隋唐史。韓国における中国史研究の第一人者であり、日本の中国史研究者とも深い交流をもつ。

## 人物
ソウル大学東洋史学科卒。ソウル大学東洋史学科教授。
学外では、国家図書館客員教授、お茶の水女子大学客員教授、ハーバード燕京研究所客員教授、中国社会科学院客員教授、韓国中国学会会長など。
カール・ウィットフォーゲル以来、北魏の歴史は胡族の漢化の歴史と説明され、その象徴として洛陽遷都が取り上げられたが、朴漢済は、胡族文化と漢文化がモザイク状に融合し、胡でも漢でもない新文化が創出されたという「胡漢体制（英語: Sino Barbarian Synthesis）」理論を提唱しており、「胡漢体制（英語: Sino Barbarian Synthesis）」理論は中国や日本の中国史学界でも注目され、論争になっている。「胡漢体制（英語: Sino Barbarian Synthesis）」理論は、韓国の中国史学界における唐史研究の代表的理論となっている。

## 日本語翻訳
- 朴漢済 著、吉田光男 訳『中国歴史地図』平凡社、2009年1月1日。ISBN 458241107X。